# いまざとライナー
いまざとライナーは、2019年4月1日に開業した大阪市高速電気軌道 (Osaka Metro) のバス路線である。大阪府大阪市東成区大今里の今里駅から杭全・湯里六丁目を経て長居に至る「長居ルート (BRT1) 」と、今里駅から、杭全を経てあべの橋に至る「あべの橋ルート (BRT2) 」の2系統での運行である。

## 運行開始までの経緯
今里筋線は今里駅から湯里六丁目までの延伸計画があるが、2014年8月の大阪市の審議会が「採算性はなく、事業化は厳しい」と答申、計画は凍結されていた。
延伸を望む自由民主党大阪市議団は大阪市営地下鉄の民営化の議案に賛成する条件としてバス・ラピッド・トランジット (BRT) の社会実験を求め、市が承諾。2019年4月から5年程度運行を行い、市民の需要を調査し、延伸やBRT継続の是非について検討することとなった。
BRTの愛称はOsaka Metroの社員が考案した4案から2018年6月1日から14日までに実施された市民投票により「いまざとライナー」に決定。車両デザインも4案からの投票によってオレンジ色をベースに矢印のマークをあしらったものに決められた。

## 概要

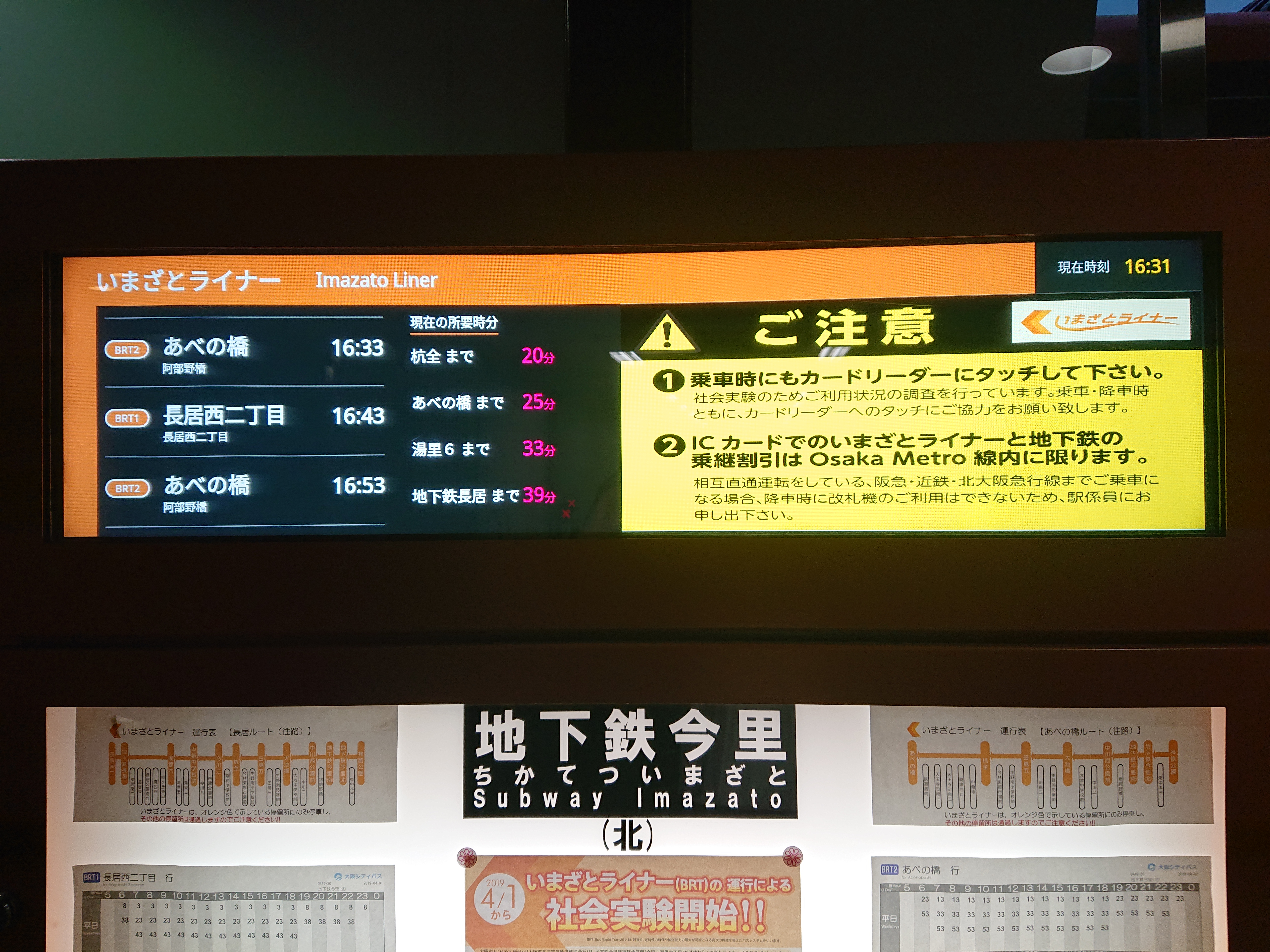
停留所におけるLCDモニターと、社会実験である旨を示す表示
（2019年11月 地下鉄今里停留所）

今里筋線延伸部における需要の喚起・創出及び鉄道代替の可能性の検証のための社会実験として営業するバス・ラピッド・トランジットである。ただしBRTの特徴であるバス専用車線やバス車両優先システムは導入されていない。運行期間は当初5年間の予定であったが、コロナ禍の影響による需要喚起の不足や、実態に即した効率的な運行計画を検討をする必要があるため、社会実験を更に2年程度延長することを決定した。
通常のバスは約400 m間隔でバス停を置いているが、地下鉄のスピードを意識して約1 km間隔にバス停を設置している。また湯里六丁目から長居の間にバス停はなく、ノンストップ運行となる。同じく杭全からあべの橋にバス停はなく、ノンストップ運行となる。このため、大阪シティバス運営の一般路線はこの間に設置されている全停留所に停車するのに対し、大阪市高速電気軌道が運営する本路線は事実上の急行運転となっている。
利用状況を詳細に確認するためICカード利用は乗車時にもタッチをする。
運行は大阪シティバスに委託され、同社の守口営業所が運行を担当している。

## 歴史
- 2018年4月 - 大阪市と大阪市高速電気軌道が今里駅とあべの橋、地下鉄長居を結ぶBRTの運行を2019年度に開始することを目指すと発表。
- 2019年4月1日 - 運行開始。
- 2022年10月1日 - BRT1（長居ルート）の地下鉄長居～長居西二丁目間を廃止し、新たにJR長居駅前へ乗り入れを開始[12]。

## 運行形態
運行時間帯は6〜23時台で、あべの橋ルート・長居ルートそれぞれにおいて、平日（7時台から18時台）は20分間隔、土休日は30分間隔。両ルートの共通区間である今里 - 杭全間は平日は10分間隔、土休日は15分間隔。所要時間は地下鉄今里 - あべの橋が25分、地下鉄今里 - 地下鉄長居間が約37分。

### 停留所一覧
全停留所大阪府大阪市内に所在。
BRT1（長居ルート）
| 停留所名                          | 接続路線など                                                                    | 所在地   | 走行道路 |
| --------------------------------- | ------------------------------------------------------------------------------- | -------- | -------- |
| 神路公園 （かみじこうえん）       |                                                                                 | 東成区   |          |
| 地下鉄今里（北・南）              | 大阪市高速電気軌道： 千日前線 (S20)・ 今里筋線 (I21)…今里駅                     | 東成区   | 今里筋   |
| 中川西公園前（大阪コリアタウン）  |                                                                                 | 生野区   | 今里筋   |
| 大池橋                            |                                                                                 | 生野区   | 今里筋   |
| 田島五丁目                        |                                                                                 | 生野区   | 今里筋   |
| 杭全 （くまた）                   | いまざとライナー（あべの橋ルート）・関西本線（ 大和路線 ）…東部市場前駅(JR-Q21) | 東住吉区 | 今里筋   |
| 今川二丁目                        |                                                                                 | 東住吉区 | 今里筋   |
| 中野中学校前                      |                                                                                 | 東住吉区 | 今里筋   |
| 湯里六丁目 （ゆざとろくちょうめ） |                                                                                 | 東住吉区 | 今里筋   |
| 長居公園通                        |                                                                                 | 東住吉区 |          |
| 地下鉄長居                        | 大阪市高速電気軌道： 御堂筋線 (M26)…長居駅                                      | 住吉区   |          |
| JR長居駅前                        | 西日本旅客鉄道： 阪和線 (JR-R24)…長居駅                                         | 住吉区   |          |

BRT2（あべの橋ルート）
| 停留所名             | 接続路線など | 所在地   | 走行道路 |
| -------------------- | --- | -------- | -------- |
| 神路公園             | | 東成区   |          |
| 地下鉄今里（北・南） | 大阪市高速電気軌道： 千日前線 (S20)・ 今里筋線 (I21)…今里駅 | 東成区   | 今里筋   |
| 中川西公園前         | | 生野区   | 今里筋   |
| 大池橋               | | 生野区   | 今里筋   |
| 田島五丁目           | | 生野区   | 今里筋   |
| 杭全                 | いまざとライナー（長居ルート）・関西本線（ 大和路線）…東部市場前駅 (JR-Q21) | 東住吉区 | 今里筋   |
| 杭全                 | いまざとライナー（長居ルート）・関西本線（ 大和路線）…東部市場前駅 (JR-Q21) | 東住吉区 | 国道25号 |
| あべの橋             | 大阪市高速電気軌道： 御堂筋線 (M23)・ 谷町線 (T27)…天王寺駅 西日本旅客鉄道： 大阪環状線 (JR-O01)・関西本線（ 大和路線 (JR-Q20)）・ 阪和線 (JR-R20)…天王寺駅 近畿日本鉄道：F 南大阪線…大阪阿部野橋駅 (F01) 阪堺電気軌道： 上町線…天王寺駅前駅 (HN01) | 阿倍野区 | あびこ筋 |

## 利用状況
利用者数は増加傾向にあり、2022年12月時点では1日平均約3,700人となっている。

## 運賃体系
全区間均一で大人210円、小児110円。

### 乗り継ぎ割引
カード乗車券でバス⇔バス・バス⇔地下鉄を乗り継いだ場合、運賃が自動的に割り引かれる乗車サービス。
- ICカードでの乗り継ぎ

PiTaPa・ICOCAなどのICカードで乗り継ぐと、地下鉄が大人160円/小児80円割引、大阪シティバス（90分以内に乗り継ぎバスを降車）が大人210円/小児110円割引となる。2025年4月に開始の新サービス「乗り継ぎポイント」の導入に伴い、同年3月末でサービス終了予定。
- 回数カードでの乗り継ぎ

回数カードで乗り継ぐと、地下鉄が大人100円/小児50円割引、大阪シティバス（90分以内に乗り継ぎバスを降車）が大人210円/小児110円割引となる。敬老優待乗車証の場合は上記条件を満たせばすべて50円のみになる。大阪市福祉乗車証（割引）の場合はICカードが利用できないため、回数カードのみが該当になり、その半額が適用される。
なお、Osaka Metroが相互乗り入れをしている阪急・近鉄・北大阪急行線内はICカードの乗継割引が適用されず、自動改札機も対応していないため出場時は改札係員に申し出る必要がある。

### 利用可能券種
以下の乗車券類が使用可能
- PiTaPa・ICOCAなどのICカード
- 大阪市が発行する敬老優待乗車証・福祉乗車証
- 現金
- 大阪市高速電気軌道・大阪シティバスが発行する乗車券類
  - 回数カード（磁気カード）[20]
  - エンジョイエコカード（一日乗車券）[21]
  - バスモバイルチケット[22]
  - バス定期券
  - 地下鉄・BRT連絡定期券（ICOCAのみで発売。一般の路線バスは利用できない。利用したい場合は下記の定期券が必要。）
  - 地下鉄・バス連絡定期券（BRT連絡定期券では並行しているバスも利用できないため先に来たバスを利用したい場合はこちらが必要。）
  - 共通全線定期券、共通全線定期券（夢洲版）
  - バスで利用可能な企画乗車券[23]

### かつて利用可能だった券種
- バス回数券（紙券）（2021年5月終了）[24]

## 車両
BRT1（神路公園 - 地下鉄今里 - JR長居駅前）、BRT2（神路公園 - 地下鉄今里 - あべの橋）を大阪市高速電気軌道が大阪シティバスに委託し、同社の守口営業所が受託して運行。
車種は日野・ブルーリボンハイブリッド（型式：2SG-HL2ANBP）で14台が採用された。
外装は、キーカラーである濃いオレンジをベースに、キーデザインの矢印を側面とガラス面に大きく配置したデザインとしており、内装は、車両14台をそれぞれ異なるテーマ性を持つ車内デザインとしている。